# SBCニュース
『SBCニュース』（エスビーシーニュース）は、長野県におけるJNN系列局信越放送（SBCテレビ）で放送されている週末版の夕方ローカルニュース番組。また、同社のラジオ放送部門（SBCラジオ、JRN・NRN系列局）における自社制作定時ニュース枠のタイトルでもある。

## 放送時間
- 土曜日 17:15 - 17:30、17:50頃、18:30 - 18:36（『報道特集』に内包）
- 日曜日 17:49 - 17:54（『Nスタ』に内包）

## 概要・歴史
信越放送は1952年3月25日に民放ラジオ・信濃放送として放送開始して以来55年もの歴史を持つが信濃毎日新聞との関係から『SBCニュース』とのタイトルをつけることができず（※開局から1975年3月30日までは全国向けニュースの差し替えタイトル若しくは自社制作の全国ニュースのタイトルとして使用されていた）、『信毎ニュース』のタイトルをつけて今に至っている。しかし、夕方のニュース枠としては1976年4月5日以降減少していき、1988年頃には全て消滅した（※この間1993年3月まで『SBCニュース&スポーツ』として放送）。1993年4月に日曜日のみ復活するが土曜日も『SBCニュースワイド』として放送していて、日曜日のみ『信毎ニュース』と名乗ることは時代にそぐわないという声があがっていた。
そこで前後番組である『JNNニュースの森』と『JNN報道特集』が30分前倒しとなった2000年4月の番組改編を機に日曜日のニュースに『SBCニュース』のタイトルをつけて放送するようになった。
そして、2006年9月1日に『SBCニュースワイド』が終了すると15分に短縮されていた土曜日版も吸収し、2006年9月8日から週末の夕方ローカルニュース番組タイトルとして統一された。
その後、2011年10月2日からはこれまで単独番組として放送してきた日曜夕方の『SBCニュース』も『Nスタ』に内包して放送するようになった。

## 信越放送ラジオの「SBCニュース」
SBCラジオの定時ニュース枠もSBCニュースを名乗るが、放送上オープニング・エンディングにおいて正式タイトルがコールされるパターンは滅多になく、通常は時報後の枠で「●時のニュース」、それ以外の時間帯の枠は「この時間のニュース」もしくは単に「ニュース」と通称でアナウンスされる場合がほとんどである。
全国ニュースの項目は「朝日新聞ニュース」として放送し、ローカルニュースに切り替わる際には「信毎ニュース」のクレジットが入る。信毎ニュースの項も参照。